# Hadena cleptoschema
Hadena cleptoschema là một loài bướm đêm trong họ Noctuidae.